# Albanie, mission impossible
Albanie, mission impossible est le 133e roman de la série SAS, écrit par Gérard de Villiers et publié en 2000 aux éditions Gérard de Villiers. Comme tous les SAS parus au cours des années 2000, le roman a été édité lors de sa publication en France à 200 000 exemplaires.
L'action se déroule à l'automne 2000 en Albanie. Malko Linge est chargé de mettre la main sur un dangereux terroriste soudanais affilié à Oussama ben Laden. Le contexte historique est le suivant : le président Sali Berisha a quitté le pouvoir trois ans auparavant. Le gouvernement en place est politiquement affaibli et ni la police régulière, ni les services secrets, ne peuvent aider efficacement Malko dans son enquête, dans un pays livré à une semi-anarchie et à des « seigneurs mafieux ».

## Personnages principaux

### Américains et alliés
- Malko Linge : Autrichien, « agent contractuel » de la CIA, héros du roman.
- Grant Petersen : chef de l'antenne de la CIA en Albanie.
- Bob Bow : son adjoint.
- Mark Adams et Joe Rocker : agents de la CIA en Albanie.
- Ylli Baci : Albanais, collaborateur et interprète de la CIA en Albanie.

### L'antagoniste principal
- Hassan Mohammad Al Jafar : terroriste soudanais.

### Albanais
- Les membres des services secrets albanais
  - Fatos Klosi : directeur général du Shik.
  - Sotir Vreto : adjoint de Fatos Klosi.
  - Mirella Bishka : secrétaire de Fatos Klosi.

- Les mafieux
  - Fatmir Cerem : redoutable jeune chef de bande mafieux.
  - Vilma Zguro : compagne de Fatmir Cerem.
  - Jaqub Pedrorika : autre chef de bande mafieux.
  - Zamir Meidani : homme de main de Fatmir Cerem.
  - Britan Masa : homme de main d'Hassan Mohammad Al Jafar, manipulé pour se faire exploser dans un attentat.

- Autres Albanais
  - Nasim Kastriot : Albanais travaillant ponctuellement pour la CIA.
  - Eleuthera Kastriot : son épouse d'origine grecque.

### Autres personnages
- Hildegarde Neff : Allemande, journaliste à Euronews.
- Bill Donovan : Anglais, chef de la mission de l'OSCE dans le nord de l'Albanie.

## Résumé

### Débuts du roman
Octobre 2000, Albanie. Nasim Kastriot est exécuté pour « traîtrise » : du gazole lui est versé sur la tête et enflammé. Comme le gazole a du mal à brûler, Kastriot est tué de trois balles dans la tête. Nasim Kastriot avait promis de donner une information essentielle à Grant Petersen, chef de l'antenne de la CIA à Tirana : l'endroit où réside actuellement Hassan Mohammad Al Jafar, un terroriste soudanais faisant partie du réseau d'Oussama ben Laden et suspecté de préparer un attentat meurtrier en Albanie contre les intérêts américains. 
Sur ordre de la direction de la CIA, l'antenne locale a interdiction formelle d'intervenir pour des raisons de sécurité (les attentats contre les ambassades de Nairobi et de Dar Es Salam en 1998 sont dans tous les esprits). Malko est donc chargé par Franck Capistrano, dont c'est la troisième apparition dans la série, avec l'aide des services albanais (le « Shik »), de capturer Al Jafar, tout en ménageant les « seigneurs mafieux » et l'UCK (Armée de libération du Kosovo).

### Aventures à Tirana
Arrivé en Albanie, Malko découvre un pays où tous les gens sont armés et où la vie humaine a peu de prix : on y est plus proche du Moyen Âge que du monde moderne. Sa première piste : Eleuthera Kastriot, l'épouse de Nasim Kastriot. Néanmoins celle-ci ne sait pas grand chose. Plus tard elle négocie des informations plus ou moins pertinentes moyennant le versement par la CIA d'une somme de cinquante mille dollars (valeur année 2000). Aidé par l'interprète Ylli Baci, Malko contacte deux autres personnes, mais elles sont successivement assassinées au moment où il devait les rencontrer. Malko a l'occasion d'avoir une relation sexuelle avec Mirella Bishka, la secrétaire du directeur général du Shik.
Malko soupçonne vite qu'il y a une « taupe » au sein des services secrets albanais. On soupçonne Sotir Vreto, l'adjoint de Fatos Klosi, d'être l'informateur d'Al Jafar. À la suite d'une manipulation, cette taupe est découverte : il s'agit de Mirella Bishka. Malko apprend qu'elle avait une liaison avec le « colonel » Pedrorika, et qu'elle l'a informé par amour pour lui.
Malko continue son enquête et apprend que Hassan Mohammad Al Jaffar a été vu à Bajram Curri, près de la frontière avec le Kosovo, dans la zone du nord du pays contrôlée par Fatmir Cerem, un chef mafieux ultraviolent. Malko a l'occasion d'avoir une relation sexuelle avec Hildegarde Neff, une Allemande et journaliste à Euronews. Interrogée par la journaliste, il finit par lui révéler ses activités et son but : trouver Al Jafar. Hildegarde et Malko s'allient pour se rendre dans le nord de l'Albanie : Malko se fera passer pour un collègue journaliste et Hildegarde tentera d'interviewer Fatmir Cerem.

### Aventures à Bajram Curri
Arrivés à Bajram Curri, Hildegarde, Malko et leur guide-interprète Ylli Baci font des approches auprès des amis de Fatmir Cerem, qui accepte que l'interview ait lieu (Cerem ignore la nature des activités de Malko).
Quelques heures après cet interview, à Tirana, Britan Masa, commandité par Hassan Mohammad Al Jafar, lance un camion bourré d'explosifs à l'entrée de la zone résidentielle sécurisée du centre ville (« compound ») située non loin de l'ambassade américaine. Il y a plusieurs morts et des dizaines de blessés. Grant Petersen et son adjoint Bob Bow, qui tentaient d'intercepter le camion-suicide, sont tués par l'explosion. L'attentat n'étant que semi-réussi et apprenant que les officiels américains s'attendaient à une attaque, El Jafar pense immédiatement à une trahison. Il retourne à Bajram Curri et s'en ouvre auprès de Fatmir Cerem. Ce dernier fait vite le lien avec la récente visite de Malko et d'Hildegarde. 
Fatmir Cerem annonce officiellement à Malko qu'il va le tuer dans les 24 heures et, pour montrer sa détermination, tire plusieurs balles sur Ylli Baci. Grièvemet blessé, ce dernier est emmené à l'hôpital local. Quelques heures après l'opération, tandis que Ylli Baci dort, des hommes armés de Cerem surgissent et l'assassinent. 
Malko réagit en montant une contre-offensive menée par des Albanais opposés à Fatmir Cerem. Malgré l'utilisation de lance-roquettes RPG-7, l'attaque est un désastre. Malko sait que le temps lui est compté. Il contacte Mark Adams et Joe Rocker, les deux agents de la CIA indemnes de Tirana et demande leur aide. Mark Adams et Joe Rocker acceptent de lui venir en aide. Malko reçoit aussi une aide inattendue et précieuse de Bill Donovan qui lui remet un bazooka de dernière génération.

### Dernier chapitre
Muni du bazooka de Donovan, Malko part se cacher aux abords de la seule route permettant de quitter Bajram Curri. Toute la journée il guette une éventuelle sortie de Fatmir Cerem ou d'El Jafar. Enfin trois véhicules formant convoi se présentent sur la route. Il ouvre le feu avec son bazooka sur la voiture du milieu, celle qui est blindée et la plus grande des trois puis s'enfuit.
Malko est alors récupéré par Mark Adams et Joe Rocker qui sont venus en Hummer. Hildegarde est du voyage. De retour à Tirana, et alors qu'il est sur le point de prendre le premier vol pour quitter le pays, il apprend que l'explosion du véhicule a tué El Jafar, Fatmir Cerem, Pedrorika et sa compagne Mirella Bishka. Sous réserve de l'assassinat de Ylli Baci, sa mission aura donc été un succès.

## Autour du roman
- Le numéro 3758 de la Revue des Deux Mondes, paru en juillet-août 2014, a pour principal sujet d'étude et de réflexions la série SAS ; il porte le titre : « G. de Villiers : enquête sur un phénomène français ». Un article du journaliste et éditeur Alain Fuzellier, intitulé L'inoxydable Malko Linge, signale en page 67 de la revue que c'est la seule fois dans la série où Malko pratique le bondage[2], alors que sa sexualité est habituellement hétérosexuelle et « classique ».
- Au chapitre XX[3], l'auteur fait référence à la blessure subie par Malko dans Les Trois Veuves de Hong-Kong : « En dépit d'un point dans la poitrine — sa vieille blessure reçue à Hong-Kong des années plus tôt —, il reprit sa route comme un dératé (…)  ».